# Anomodon macrocarpus
Anomodon macrocarpus là một loài rêu trong họ Thuidiaceae. Loài này được (Brid.) Fürnr. mô tả khoa học đầu tiên năm 1829.